# Liberale Partei Islands
Die Liberale Partei Islands, isländisch Frjálslyndi flokkurinn, war eine politische Partei in Island. Sie ist seit 2009 nicht mehr im isländischen Parlament Althing vertreten und ging 2012 zusammen mit zwei anderen Parteien in der neuen Partei Dögun auf.

## Partei
Die Partei unterstützte die Mitgliedschaft Islands in der NATO. Der Irakkrieg wurde von der Partei abgelehnt. Des Weiteren wurde eine Mitgliedschaft Islands in der Europäischen Union abgelehnt. Schwerpunkte der Partei waren lange Jahre die Fischereipolitik und die Fangquoten isländischer Fischer. Zudem wurde das Thema Einwanderung als politisches Thema von der Partei aufgegriffen und es wurden von ihr konsequente Restriktionen bei der Einwanderung gefordert.
Die Partei wurde 1998 gegründet. 2006/2007 fusionierte die kleine isländische Partei Nýtt afl („Neue Kraft“) mit der Partei, woraufhin das liberale Mitglied Margrét Sverrisdóttir die Liberale Partei Islands verließ. Vorsitzender der Partei war 2003 bis 2009 Guðjón Arnar Kristjánsson, Vizevorsitzende war Kolbrún Stefánsdóttir. Im Jahr 2010 wurde Sigurjón Þórðarson neuer Vorsitzender, Vizevorsitzende war zuletzt Ásta Hafberg.
In den Wahlen 2003 konnte die Partei 7,38 Prozent erreichen und erhielt vier Sitze im Althing, wodurch sie zwei Sitze hinzugewann. Bei den Parlamentswahlen im Mai 2007 erreichte die Partei 7,3 Prozent und erhielt wiederum vier Sitze im Althing. Bei den vorgezogenen Parlamentswahlen im Mai 2009 scheiterte sie mit 2,2 Prozent an der 5-Prozent-Hürde und ist somit nicht mehr im Althing vertreten.
Die Partei war infolge der zwölfjährigen Regierungszeit der Unabhängigkeitspartei und Fortschrittspartei von 1995 bis 2007 und der Großen Koalition aus Unabhängigkeitspartei und der Sozialdemokratischen Partei seit 2007 in der Opposition im Parlament.
Am 18. März 2012 ging aus der Liberalen Partei sowie den Parteien Bürgerbewegung und Hreyfingin („Die Bewegung“) die neue Partei Dögun („Morgendämmerung“) hervor.